# 洞头区
洞头区在中国浙江省东南海上，是温州市下辖的市辖区。洞头原为中国12个海岛区县之一，称“百岛之县”。同时，洞头也是温州惟一以区县名冠名的省级风景名胜区。區人民政府駐北岙街道。

## 历史
东晋宁康二年（374年），始置乐成县，此后洞头列岛长期属乐成县（后改名乐清县）。虽有人类活动，但直到宋朝才有人定居。明朝，由于倭患，岛民受令内迁，诸岛荒废。清朝康熙、雍正、乾隆、嘉庆时期，因番薯种植可以解决渔民在非汛期的生活问题，大量闽南人和温州人迁入洞头列岛定居。雍正六年（1728年），置玉環廳，隶温州府，洞头列岛属玉环厅（后改玉环县）。
1953年，洞头列岛从玉环县中析出，置洞头县，隶温州专区。1958年，洞头县撤销，划归玉环县。1959年，玉环县撤销，洞头划归温州市。1962年，复置玉环县（不含洞头），改隶台州专区。1964年，复置洞头县，隶温州专区（后改温州地区、温州市）。2006年，连接灵昆岛和霓屿岛的灵霓大堤正式通车，洞头岛、状元岙岛、花岗岛、霓屿岛、大三盘岛、屿仔、胜利岙岛、半屏岛实现与大陆连通。
2015年，洞头撤县设区，灵昆岛从龙湾区改隶洞头区。2016年，连接乐清市和小门岛的大门大桥通车，大门岛、小门岛实现与大陆连通。

## 地理
洞头区处于浙江省温州市瓯江口外东部，乐清湾外以南的浙南近海，陆域面积为100.3平方千米，海域面积达792平方千米。由168个岛屿（其中有人岛14个）和176个岛礁组成的洞头列岛，大约形成于7000年前的一次海侵。洞头各岛均呈东西走向，属海岛丘陵地形，最高海拔为391.80米。
- 洞头岛：洞头主岛，是旅游度假区。

- 洞头洋，处洞头列岛东部，也称“洞头渔场”。南接北麂、南麂等渔场，是浙江省海洋渔业的第二大渔场，渔场面积约4810平方千米。

## 资源
洞头渔场面积4800多平方公里，是浙江第二大渔场、“中国羊栖菜之乡”，常年洄游的鱼类、虾蟹类300多种，10米等深线以内浅海26.6万亩，潮间带滩涂10.16万亩。海洋能源蕴藏丰富，属全国风能密度一类区，可设计总装机容量10万千瓦以上。潮汐运动显著，平均潮差4.01米，属中国强潮区之一。

## 行政区划
洞头区下辖6个街道办事处、1个镇、1个乡：
北岙街道、灵昆街道、东屏街道、元觉街道、霓屿街道、大门镇、鹿西乡和昆鹏街道。

## 人口
区政府驻地为洞头岛北岙街道，有住人岛15个（洞头岛、大门岛、小门岛、鹿西岛、青山岛、状元岙岛、花岗岛、霓屿岛、大三盘岛、屿仔、胜利岙岛、南策岛、大瞿岛、半屏岛、灵昆岛）。根据第七次全国人口普查数据，截至2020年11月1日零时，洞头区常住人口为107027人。
2022年初常住人口为15.03万人，其中城镇常住人口为8.16万人。户籍人口总数为15.4万人。

## 旅游
洞头风景以石奇、滩佳、礁美、洞幽、鱼丰、鸟多为特点，主要景点包括以下几处。
- 马岙潭
- 仙叠岩
- 半屏山
- 大沙岙
- 东沙景区
- 大瞿岛
- 大门岛
- 海中湖
- 中普陀寺
- 望海楼
- 竹屿景区
- 海霞军事主题公园

## 语言
除普通话之外，洞头区居民大多操闽南话（浙南閩語）和吳語温州话两种方言。按常住人岛分，洞头岛、半屏岛、南策岛、大瞿岛、胜利岙岛、花岗岛、 青山岛7个岛屿居民操浙南閩語为主，多在区内南片；灵昆岛、大门岛、鹿西岛、 小门岛、大三盘岛、屿仔岛等6个岛屿居民操温州话为主，多在区内西、北片；霓屿岛、状元岙岛居民夹杂两种方言。